# الجبيل
الجبيل مدينة سعودية، والعاصمة الإدارية لمحافظة الجبيل التابعة للمنطقة الشرقية، يبلغ عدد سكانها (505,162) نسمة حسب تعداد السعودية 2022. وتقسم الجبيل إلى ثلاث أقسام. حيث (الجبيل الصناعية) التي تضم المصانع الكبرى والتي تحتوي على الجبيل1 والجبيل2 والمنطقة السكنية الحديثة وتدار من قبل (الهيئة الملكية) التي تعتبر أعلى مدينة نمواً في المملكة بمقياس نمو 21٪ سنويًا من السبعينات. أما القسم الثاني فهو البلد. يبعد عن الجبيل الصناعية ما يقارب 15 كم ويقطنه أهل الجبيل القدامى. القسم الثالث هو الجبيل التحلية التي أُنشئت من أجل سكن موظفي التحلية. اُختيرت الجبيل من قِبل منظمة اليونسكو العالمية عام 2021 بوصفها أول مدينة للتعلّم في المملكة.

## الموقع

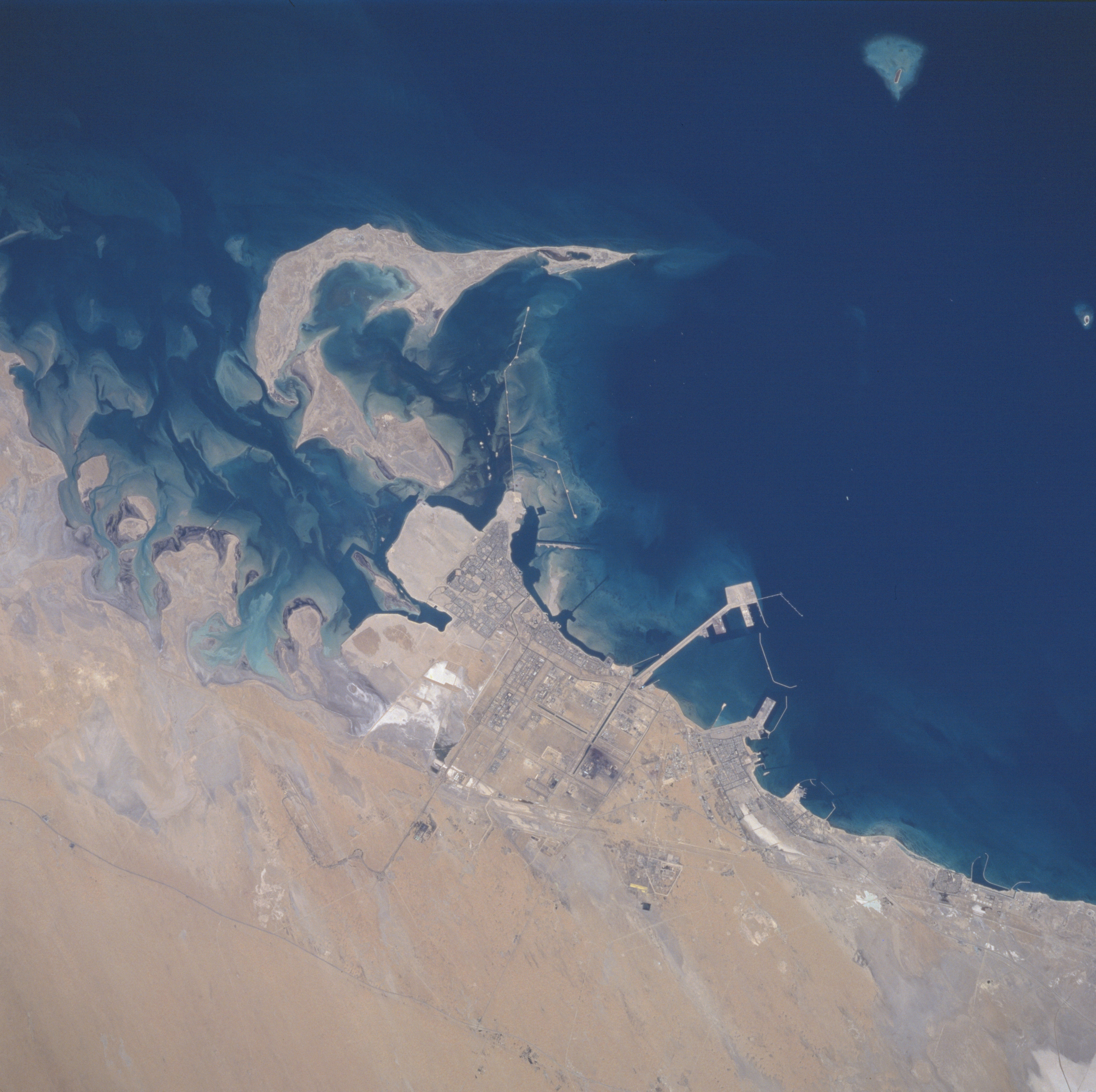
صورة لمدينة الجبيل بالأقمار الصناعية

تقع في المنطقة الشرقية من المملكة العربية السعودية شمال مدينة الدمام وتبعد عنها حوالي 85 كيلو متر على ساحل الخليج العربي من خط طول 40-49 درجة شرقًا وخط عرض 000-27 درجة شمالاً، ويحدها البحر من الجهتين الشمالية والشرقية.

## نبذة
سُمّيت بالجبيل تصغيراً للجبل، الجبل البحري وأيضا الجبل البري، ويقع الجبل البحري في الجهة الشرقية الشمالية من مدينة الجبيل وقد طمس تحت الميناء التجاري، ويقع الجبل البري في منطقه البري الموجودة جنوب غرب الجبيل ويعتقد أنها سُمّيت نسبة إلى تصغير كلمة جبل.
وكانت تعرف بـ«عينين» ومنطقة «عينين» جنوب غرب الجبيل البلد وجنوب المنطقة الصناعية «جبيل 1», كانت الجبيل قرية صغيرة قائمة على صيد السمك واللؤلؤ وبعض الأنشطة الزراعية كما كانت تزهر بكثير من أنواع الحيوانات والطيور المهاجرة وقد شيّد سكان الجبيل برجاً للاستطلاع وحماية المدينة لا يزال قائماً حتى يومنا هذا ويعرف باسم برج الطويّة.
قرب الجبيل تقع بقايا ما تم اكتشافه في منتصف الثمانينات بواسطة مجموعة من ناشطي الآثار ما يعرف ب«كنيسة الجبيل». يعود تاريخها إلى القرن الرابع، أي أقدم من أي كنيسة تم بناؤها في أوروبا، كما أن هناك الكثير من الرسوم في الجبل البحري المطموس تدل على أن الجبيل كانت موطناً لحضارات قديمة بسبب وجودها على شاطئ الخليج.

## التاريخ
عينين القديمة والجبيل حالياً، واختلفت آراء المؤرخين حول تسمية الجبيل فمنهم من قال إنها فينيقية الأصل نسبة إلى جبيل القريبة من صور وعراد في شمال شرق البحر المتوسط ومنهم من قال أنها تسمية حديثة وردها إلى أصل عربي باعتبار أنها تعني مصغر جبل في إشارة منهم إلى الجبل الصغير الذي كان يقع إلى الشمال الشرقي من بلدة الجبيل. ومهما يكن فقد أثبتت الآثار المكتشفة في منطقة الجبيل أن لها تاريخاً ضارباً في القدم، مرتبطاً بإحدى أولى الحضارات البشرية التي عرفها الإنسان على وجه الأرض، ألا وهي حضارة العبيد الأولى في جنوب وادي الرافدين التي يعود تاريخها إلى نحو (5000) سنة قبل الميلاد.
وفي العصر الحديث دخلت الجبيل في الحكم السعودي مع فتح الأحساء سنة 1331هـ وقام بزيارتها الملك عبد العزيز بن عبد الرحمن آل سعود يوم 21 رمضان 1348هـ.
اشتهرت الجبيل في الماضي القريب بتجارة اللؤلؤ التي بوّأتها مكانة مرموقة بين دول الخليج المجاورة مثل الكويت والبحرين وقطر، ومع اضمحلال تجارة اللؤلؤ أصبحت مجرد قرية صغيرة على ساحل الخليج العربي تضم عدداً من الصيادين والغواصين، وإلى جوارها وحتى يومنا هذا توجد حياة بدوية في الصحراء المتاخمة للبلدة.
وإلى جوارها نشأت مدينة الجبيل الصناعية، وأصبحت بذلك نقطة تحول عبرت بها المملكة طريقها إلى التطور الصناعي السريع.

## المناخ
شديد الحرارة والرطوبة صيفاً (قد تصل درجة الحرارة إلى 56 درجة مئوية)
بارد ممطر شتاءً (قد تصل درجة الحرارة إلى 3 درجات مئوية).

## السكان
- بلغ عدد سكان الجبيل 505,162 نسمة حسب تعداد السعودية 2022، وعدد السعوديين منهم 162,158، وعدد غير السعوديين 309,004.[4] والذكور 367,589، والإناث 137,573.[5]
- قُدّر سكان محافظة الجبيل بأكثر من 380,000 ألف نسمة حسب إحصاء 2010م.

## مميزات الاستثمار
تتضمن المزايا التي يتم توفيرها للصناعات في مدينة الجبيل الصناعية ما يلي:
- الموقع الجغرافي: تقع مدينة الجبيل الصناعية على شاطئ الخليج العربي ويتميز موقعها بقربها من مصادر الطاقة والمواد الخام اللازمة، وقربها من الممرات البحرية الدولية مما وفر للشركات العاملة في المدينة ميزة الوصول المباشر إلى الأسواق العالمية.
- الموانئ.
- وفرة المواد الأولية.
- توافر التجهيزات الأساسية.
- توافر الخدمات الصناعية.
- الإعفاءات الضريبية.
- الإعفاءات الجمركية.
- القروض الميسرة.
- حرية تحويل رؤوس الأموال.
- المناخ الاستثماري الملائم.
- الدعم اللوجستي المتطور.
- السكك الحديدية اللتي ستربط جميع المصانع.
- جودة الحياة من الكهرباء والماء والهواء.

## فئات الصناعة
- الصناعات الأساسية: تكرير البترول، صناعة والبتروكيماويات، والأسمدة الكيماوية، ومصانع الحديد.
- الصناعات الثانوية: تتركز بصورة رئيسة في المواد البتروكيماوية التحويلية، والبلاستيكية المصنوعة لأغراض خاصة وتتوافر المواد الأولية وتعتمد على منتجات الصناعات الأساسية كمواد أولية لها.
- الصناعات المساندة والخفيفة: التصنيع وتشكيل الحديد والمعادن وصناعات خفيفة لتلبية احتياجات المنطقة الصناعية والمنطقة السكنية.

## نبذة عن جبيل (1) وجبيل (2)

### الجبيل (1)
سعت الهيئة الملكية بنجاح لجعل مدينة الجبيل الصناعية في طليعة المدن الصناعية في العالم، وتبلغ مساحة المدينة 1.016 كم2 منها 5.500 هكتار تم تخصيصها للصناعات القائمة حالياً.

### الجبيل (2)
أدى نجاح المنطقة الصناعية (الجبيل 1) إلى الحاجة للتوسع في منطقة الصناعات لمواكبة المتطلبات المستقبلية للمستثمرين وتمثل المنطقة الجديدة الجبيل (2) تطبيقاً لسياسات التنمية الوطنية، حيث سيتم إنجاز ذلك (بإذن الله) على أساس التطوير المرحلي في موقع تبلغ مساحته 5500 هكتار.

## حماية البيئة
عملت الهيئة الملكية للجبيل وينبع منذ إنشائها على إحداث توافق تام وانسجام متكامل بين التطور الصناعي والمحافظة على البيئة، ومن أهم المرتكزات للمحافظة على البيئة هو برنامج المراقبة البيئية والذي بدأت الهيئة الملكية إجراءاته قبل إنشاء المدينة الصناعية لمعرفة طبيعة المنطقة ومدى تأثير النهضة الصناعية على المدينة، وبناءً على نتائج الدراسة تم إعداد برنامج المراقبة البيئية على المنطقة الصناعية والتفتيش على المصانع والقيام بالزيارات الدورية لتلك المصانع. حيث أن التصنيع وحماية البيئة هما أمران متداخلان فلا يمكن تحقيق التطور الصناعي دون المساس بالبيئة الطبيعية، فاتباع التقنية المتطورة واستخدام الطرق الفنية المجرَّبة جعل التصنيع وحماية البيئة وإنشاء مناطق سكنية صحية، آمنة، حقيقة مرئية لمدينتي الجبيل وينبع الصناعيتين، هذا وبفضل الله تعالى وعونه ثم بجهود وتوجيهات حكومة خادم الحرمين الشريفين والقائمين على أمر الهيئة الملكية أصبحت المدينتان واحتين خضراوين للصناعة المزدهرة. وقد توجت جهود الهيئة الملكية تلك بحصولها على ثلاث جوائز عالمية مرموقة (جائزة ساساكاوا الدولية لحماية البيئة من هيئة الأمم المتحدة عام 1408هـ، جائزة المنظمة الإقليمية لحماية البيئة البحرية عام 1408هـ، جائزة منظمة المدن العربية عام 1415هـ).
ولضمان استمرارية التوازن بين البيئة والصناعة للحفاظ على الموارد الطبيعية والحد من التلوث للحفاظ على صحة القاطنين، فقد أولت الإدارة العامة للهيئة الملكية بالجبيل اهتماماً كبيراً ببرنامج حماية البيئة وأُنيط بإدارة حماية البيئة مسؤولية تحقيق أهداف ومهام برنامج حماية البيئة في مدينة الجبيل الصناعية، ودعمت هذا البرنامج بالأجهزة المتطورة وفقاً للمعايير الدولية المعتمدة والقوى البشرية المتخصصة.

### لائحة المعايير البيئية للهيئة الملكية
منذ المراحل الأولية لإنشاء مدينة الجبيل الصناعية تم وضع تصور كامل حول كيفية المحافظة على بيئة المدينة بدايةً بتقويم الآثار البيئية (Environmental Impact Assessment) ومروراً بتصميم المدينة وبرامج التشجير، وأخيراً بإصدار الإرشادات البيئية للهيئة الملكية في عام 1986م والتي تم تحديثها عام 1988 م (1409 هـ). وفي عام 1996 م (1417 هـ) بدأت الهيئة الملكية في إعداد مسودة للنظام البيئي للهيئة الملكية لتكون عوضاً عن الإرشادات البيئية وأكثر صرامة ودقة في تطبيق المعايير والأنظمة البيئية بما يتناسب مع التوسع الصناعي للمدينة ويتوافق مع المعايير الدولية المعتمدة في هذا الصدد. وبعد عمل الكثير من الإجراءات والمراجعات بين الهيئة الملكية كمشرع والصناعات المطبقة لهذه اللائحة والأجهزة الحكومية ذات العلاقة من جهة أخرى تم الوصول للصيغة النهائية التي طبقت في 1/9/1999م (20/5/1420 هـ) وسميت لائحة المعايير البيئية للهيئة الملكية (Royal Commission Environmental Regulation) (نسخة للقراءة، PDF - 452 KB | نسخة للتحميل، ZIP - 398 KB || باللغة الإنجليزية فقط). وفي عام 2003 م بدأت الهيئة الملكية بدمج لوائح المعايير البيئية لمدينتي الجبيل وينبع وتحديثها لتواكب التطور الصناعي في كلتا المدينتين والتي تم الانتهاء منها في نهاية عام 2004م وتم إصدارها في عام 2005 م، وسيتم العمل بها مع بداية شهر سبتمبر 2005م، ووفقاً لقوانين الهيئة الملكية التي تنص على ضرورة تحديث هذه اللوائح لتتواكب مع التطور الصناعي والمستجدات العالمية في مجال المراقبة البيئية فقد كان آخر تحديث للوائح البيئية عام 2010م.
تتكون لائحة المعايير البيئية للهيئة الملكية (نسخة للقراءة، PDF - 452 KB | نسخة للتحميل، ZIP - 398 KB || باللغة الإنجليزية فقط) من ثمانية فصول وبعض الملاحق صيغت بعناية ودقة بعد الرجوع إلى المعايير البيئية للرئاسة العامة للأرصاد وحماية البيئة (الهيئة العامة للأرصاد وحماية البيئة حاليا) وتبني المعايير البيئية الدولية في مجال الصناعة ومنها معايير الوكالة الأمريكية لحماية البيئة (USEPA) والمعايير الأوروبية (EC) شاملة الأنظمة العامة والمقاييس والجداول ونماذج التقارير.

### برنامج المراقبة البيئية
من أهم البرامج البيئية التي تقوم بها الهيئة الملكية في مدينة الجبيل الصناعية، هي المـراقبة البيئية. وقد بدأت المراقبة البيئية قبل إنشاء المدينة لمعرفة طبيعة المنطقة ومدى تأثير النهضة الصناعية عليها، وبعد إنشاء المدينة تم إعداد برنامج مراقبة بيئي يشمل مراقبة جودة الهواء والأرصاد الجوية والمياه وإدارة النفايات الصناعية والحماية من التلوث بالزيت والضجيج ومراقبة الحياة الفطرية وفيما يلي تصنيفاً لكل نوع:

#### مراقبة جودة الهواء والأرصاد الجوية
قامت الهيئة الملكية بالجبيل بإنشاء وتشغيل سبع محطات ثابتة واثنتان متنقلتان (إحداهما تعمل بالأشعة تحت الحمراء) لمراقبة جودة الهواء وانبعاث الغازات من المصانع العاملة في مدينة الجبيل الصناعية للتأكد من عدم تجاوزها للمعايير البيئية للهيئة الملكية، حيث يمكنها قياس أكثر من (30) مركبا من مشتقات المركبات العضوية. وتم توزيع هذه المحطات حول المدينة بشكل دقيق ومدروس بحيث تغطي جميع مناطق الجبيل الصناعية، ونظراً للثقة الممنوحة للهيئة الملكية بإدارة منطقة رأس الخير فقد تم وضع محطة إضافية هناك لمراقة جودة الهواء والأرصاد الجوية ويتم جمع البيانات باستخدام أجهزة لاسلكية متطورة من جميع المحطات كل خمس دقائق على مدار الساعة وإرسالها مباشرة إلى حاسب آلي مركزي موجود في إدارة حماية البيئة ويقوم بتحليل البيانات وإعطاء النتائج الفورية لنوعية الهواء والأرصاد الجوية السائدة لتلك المدة الزمنية. ويقوم طاقم من المختصين بمراجعة البيانات وفق المعايير البيئية للهيئة الملكية ومتابعة صيانة أجهزة القياس والكشف اليومي عليها ومعايرتها إذا دعت الحاجة لضمان صحة المعلومات، وذلك كأحد المعايير العالمية لأنظمة مراقبة جودة الهواء. ولدى الهيئة الملكية أخصائيين مزودين بأجهزة لقياس تركيز الملوثات في الجو يعملون على مدار الساعة وهم على أتم الاستعداد لاستقبال أي شكوى أو حالة طارئة.
إن أهم العناصر التي يتم قياسها في الجو هي ثاني أكسيد الكبريت (SO2)، وكبريتيد الهيدروجين (H2S)، والأمونيا (NH3)، وأوكسيدات النيتروجين (NOx)، وأول أكسيد الكربون (CO)، والأوزون (O3)، والمركبات الهيدروكربونية، والعوالق الهوائية (PM10 & PM2.5) مع حساب تركيز الرصاص (Pb).

#### برنامج مراقبة جودة المياه
تراقب الهيئة الملكية بانتظام مياه الخليج القريبة من المدينة وشبكة التبريد بمياه البحر والمياه الجوفية ومياه الصرف الصحي والصناعي.

##### أ) مياه الخليج
حددت الهيئة الملكية 13 موقع لمراقبة جودة مياه الشواطئ والمياه البعيدة عن مدينة الجبيل الصناعية لإعطاء معلومات شاملة حول جودة هذه المياه ولتسمح بتتبع التغيرات في جودتها. وتفيد المراقبة المنتظمة في رسم الخطوط العريضة حول المنحنى العام لجودة المياه على المدى البعيد بحيث يمكن اتخاذ التدابير اللازمة لمنع حدوث أية أضرار متوقعة في المستقبل. ويتم قياس عدد من العناصر المتغيرة التي تتحدد بواسطتها بعض خواص المياه في كل موقع من المواقع السابقة، وذلك باستخدام مسبار إلكتروني يقيس كلاً من العمق ودرجة حرارة الماء وملوحته والأوكسجين المذاب فيه ودرجة حموضته الرقم الهيدروجيني. إضافة إلى ما سبق من القياسات يتم أخذ عينات من هذه المياه من أعماق مختلفة لفحصها وتحليلها في مختبر الهيئة الملكية للفحص البيئي لمعرفة خواصها الفيزيائية والكيميائية وما تحتويه من تركيزات مختلفة من المعادن الثقيلة والمركبات العضوية. ويتم بعد ذلك إدخال النتائج في الحاسب الآلي لتسهيل تحليلها، ومن ثم إعداد التقارير الدورية لضمان مطابقتها للمواصفات القياسية البيئية التي حددتها الهيئة الملكية لبيئة مياه الخليج.

##### ب‌) شبكة التبريد بمياه البحر
تراقب الهيئة الملكية بانتظام جودة المياه المارة في شبكة التبريد بمياه البحر والتي تستخدمها المصانع للتبريد فقط، وذلك من أجل جمع البيانات حول نوعيتها لاستخدامها كمرجع يمكن الاستناد إليه مستقبلا في حالة حدوث أي تغيّر قد يطرأ على نوعيتها سواء على المدى القريب أو البعيد.

##### ج) المياه الجوفية
لدى الهيئة الملكية برنامج شامل لمراقبة المياه الجوفية بغرض الحيلولة دون تردي نوعيتها الطبيعية نتيجة لازدياد الأنشطة الصناعية، حيث تتم بعناية شديدة مراقبة المياه الجوفية التي تقع ضمن المنطقة المجاورة لمرافق إدارة النفايات الخطرة والمردم الصحي ومعظم الشركات ذات النشاط الصناعي الكثيف علاوة على خزانات المواد البتروكيميائية وذلك بغرض اكتشاف ومعالجة المواد الملوثة في وقت مبكر.

##### د) مياه الصرف الصحي والصناعي
تراقب الهيئة الملكية جودة المياه الداخلة والخارجة من محطات معالجة مياه الصرف الصحي والصناعي لكي تضمن بأن النفايات السائلة القابلة للمعالجة هي وحدها التي ترد إلى تلك المرافق. بالإضافة إلى ذلك تتم مراقبة مياه الصرف المعالجة التي تستخدم عادة في أغراض الري وذلك لضمان سلامتها للصحة العامة أو النباتات.

#### إدارة النفايات الصناعية
وضعت الهيئة الملكية بالجبيل إجراءات صارمة لإدارة النفايات الصناعية الخطرة أو غير الخطرة التي تنتج من المصانع والشركات العاملة في المدينة بهدف التقليل من المخاطر البيئية وتحقيق حل نهائي آمن للتخلص من النفايات، حيث اشتملت على تحديد نوع النفايات وطرق معالجتها وكيفية نقلها والتخلص منها. لهذا فإن الهيئة الملكية تراقب بكل دقة مخزون النفايات لكل المصانع والشركات العاملة في المدينة من ناحية تصنيفاتها وطرق التخلص منها بطريقة سليمة وآمنة حتى تضمن إن إدارة هذه النفايات تتم على النحو الصحيح منذ إنتاجها وحتى التخلص منها بشكل نهائي، علاوة على ذلك فإن التفتيش الدوري الذي تنفذه الهيئة الملكية للمنشآت الصناعية ومراقبة مخزون النفايات لديها وإجراءات إدارة هذه النفايات يمكنها من التحقق بأن هذه المصانع والشركات تتبع وباستمرار إجراءات سليمة لإدارة النفايات.
ويوجد في مدينة الجبيل الصناعية شركة مختصة في معالجة النفايات الصناعية (الخطرة وغير الخطرة) أو التخلص منها، وتشتمل مرافق هذه الشركة على محرقة عالية الكفاءة لحرق النفايات ومرافق أخرى لمعالجة سمية النفايات قبل التخلص منها في المردم الخاص بالشركة.

#### الحماية من التلوث بالزيت
وضعت الهيئة الملكية برنامجا خاصاً لمراقبة تسرب الزيت لكي يسهل الكشف مبكراً عنه أو عن أية مواد كيميائية أخرى متسربة ولحماية الشواطئ المخصصة للترفيه والمرافق الحيوية الهامة، مثل شبكة التبريد ووحدة تحلية المياه من التلوث. كما قامت الهيئة الملكية أيضا بإجراء دراسة لتحديد مخاطر التسرب الزيتي، حيث تم بموجبها وضع الإجراءات اللازمة لمنع تسرب الزيت ووضعت الخطط اللازمة للاستجابة لحالات الطوارئ.

#### الضجيج
أعدت الهيئة الملكية برنامجاً لمراقبة الضجيج في المنطقتين السكنية والصناعية، وتتم مراقبة الضجيج الناتج عن المصانع بصورة سنوية بواسطة أجهزة قياس متطورة لمطابقتها مع المعايير البيئية للهيئة الملكية.

#### الحياة الفطرية
تتم وبصورة منتظمة مراقبة المواقع الطبيعية والمواقع التي صنعها الإنسان كسبخة الفصل والتي تعزز الحياة البرية والطيور المهاجرة. تشمل تلك المواقع المسطحات الطينية، وأماكن المانغروف، والأراضي الرطبة والمطيرة. كما تتم المراقبة على طول الشاطئ وفي المناطق الصحراوية النائية للكشف عن التلوث وأعمال الردم غير المصرح بها.
سبخة الفصل عبارة عن أرض رطبة تقدر مساحتها بحوالي 1300 هكتار نشأت نتيجة وصول مياه الصرف المعالجة (تستخدم عادةً كمياه ري لأعمال البستنة والتشجير داخل المدينة) الفائضة لها والتي تقدر بحوالي 15 - 20 ألف متر مكعب يومياً. وتعتبر السبخة إحدى المناطق الثلاث الحيوية بيئياً في مدينة الجبيل الصناعية.
مياه الصرف المعالجة غنية بالمواد المغذية فعند تجمعها في السبخة فإنها تساعد على إنتاج كتل حيوية من النباتات والكائنات المتناهية الصغر. فتجذب هذه البيئة عدداً كبيراً من الطيور المائية التي تتغذى على النباتات والأحياء المائية والطحالب وكذلك الحشرات المائية الموجودة بسبخة الفصل. ويتواجد بسبخة الفصل أكبر تنوع للطيور المهاجرة بمنطقة الخليج العربي حيث يبلغ العدد الإجمالي خلال هجرة الطيور في منتصف الشتاء حوالي 20.000 طائر. وقد وّجد هناك أربع فئات مصنفة عالمياً لمناطق تواجد الطيور، ثلاث منها موجودة بسبخة الفصل وهي:
- الفئة الأولى: المواقع التي بها أنواع من الطيور المهددة بالانقراض عالمياً.
- الفئة الثانية: المواقع التي تتركز فيها الطيور بأعداد هائلة عند التزاوج أو عدم التزاوج (المرور أو قضاء فصل الشتاء).
- الفئة الثالثة: المواقع التي بها أنواع مهددة بالانقراض على مستوى الشرق الأوسط (غير موجودة بسبخة الفصل).
- الفئة الرابعة: مواقع الأنواع التي أعدادها قليلة نسبياً على مستوى العالم مع أهمية خاصة لمجتمعاتها في الشرق الأوسط.

### برنامج التصريح البيئي
تشترط الهيئة الملكية على كل صناعة (قائمة أو مستقبلية) الالتزام بالمقاييس المحددة في المعدات والعمليات المستخدمة. فيجب على كل مستثمر بعد الانتهاء من الإجراءات الإدارية والموافقة على الاستثمار وتخصيص الموقع تقديم تقرير معلومات بيئي (Environmental Information Report) قبل ستة أشهر من البدء في الإنشاءات بالنسبة للمصانع الأساسية والثانوية وبعض الصناعات المساندة حسب مدى تأثيرها على البيئة ويشتمل هذا التقرير على معلومات عن نوع وطبيعة الاستثمار وتصميم المصنع وخط سير الإنتاج وكمية الإنتاج والمواد الأولية المستخدمة والتقنيات المستخدمة للحد من التلوث الناتج من نشاط المصنع ونسبة أدائها وتركيز الملوثات المنبعثة أو المُصَرَّفة وكميتها ومعلومات عن النفايات الصناعية وطرق التخلص منها وكيفية تخزين وتداول المواد الخطرة. آما فيما يتعلق بالمصانع المساندة أو الأنشطة التجارية التي لها تأثير محدود على البيئة فيكتفي بتعبئة استبيان التقرير البيئي (Environmental Screening Questionnaire).
وبعد استلام هذا التقرير المشفوع بالمخططات التفصيلية تقوم مجموعة من المختصين بمراجعته وإعداد الملاحظات التي تتم مناقشتها مع المستثمر، وحين الوصول لحالة مرضية من الناحية البيئية تصدر الهيئة الملكية رخصة بيئية للمرفق الصناعي تكون سارية المفعول لمدة خمس سنوات.

### تقييم الآثار البيئية
يشتمل طلب تخصيص موقع للمستثمر على استبيان التقرير البيئي (Environmental Screening Questionnaire) الذي يراجع من قبل مجموعة من المختصين للتأكد من مدى تأثير الاستثمار على بيئة مدينة الجبيل الصناعية.

### تخطيط استخدام الأراضي
يتم تحديد المناطق واختيار المواقع السكنية والصناعية والترفيهية وغيرها من الاستخدامات بناءً على تقييم التأثير البيئي. حيث يؤخذ في الأعتبار توفير مناطق عازلة بين المنطقة السكنية والصناعية إضافة إلى الطرق الآمنة للنقل والملائمة للظروف العادية ولحالات الطوارئ.

### مختبر الهيئة الملكية البيئي
تم تزويد مختبر الهيئة الملكية للفحص البيئي والصحة العامة بأجهزة حديثة لإجراء التحاليل السريعة والدقيقة على عينات المياه والمواد الصلبة للكشف عن محتوياتها. وتشتمل إمكاناته على الفحوصات الفيزيائية والتحاليل الكيميائية لأيونات المعادن والهيدروكربونات والمبيدات والزيوت والشحوم والمواد العضوية وغير العضوية وكذلك إجراء الاختبارات البكتريولوجية والكشف عن الطفيليات.
تتم عملية الفحص البكتيري والطفيلي لمراقبة جودة مياه الشرب ومياه مرافق الترفيه ومياه الري، وتساعد أيضا على تحديد مصادر التلوث البكتيري. تشمل المراقبة الميكروبيولوجية على الكشف عن دلائل التلوث الغائطي، كالتلوث الكلي والغائطي ببكتريا القولون، والتلوث الغائطي ببكتريا ستربتوكوكسي، والتلوث بالجراثيم اللاهوائية التي تكون البكتريا العقدية والطفيليات المعوية.
ويقوم الأخصائيون بإجراء فحوصات على الأطعمة للتأكد من سلامتها من الميكروبات ومدى صلاحيتها للاستهلاك الآدمي.

### التوعية البيئية
إن من مقومات الحفاظ على البيئة، غرس روح المسؤولية لدى الناشئة عماد المستقبل في المحافظة على البيئة ورفع مستوى الوعي البيئي في المجتمع. وقد ساعد نظام مدينة الجبيل الصناعية والبنية التحتية المتكاملة فيها والصفة القانونية للهيئة الملكية بإشرافها على نظام التعليم بالمدينة في تنفيذ برامج التوعية البيئية في المدارس وتوظيف بعض الأنشطة اللامنهجية للتعليم البيئي والقيام بالكثير من الأنشطة لتحسين المدينة وتصحيح بعض المفاهيم الخاطئة وإبراز أهمية الحفاظ على البيئة.
تم تطبيق برنامج التثقيف في مدارس الجبيل الصناعية في 48 مدرسة وروضة تقدم الخدمات التعليمية لأكثر من 21 ألف طالب وطالبة. وما يزال البرنامج في مراحله الأولى مقارنـةً بخطـة الهيئة الملكية في هذا المجال. ولم تتوقف الهيئة الملكية عند هذا القدر في مجال التوعية البيئية، فقد تم تنظيم ندوات علمية للمختصين والمهتمين بالبيئة وندوات نسائية لتثقيف الأمهات حول بعض الأخطاء الشائعة التي تساهم في الإضرار بالبيئة الداخلية. وكذلك أقيمت المعارض البيئية في المراكز التجارية لجذب اهتمام مرتاديها وتوصيل الرسالة البيئية بـشكل أشمل وأفضل، ولقياس مستوى الوعي البيئي كان لا بد من عمل دراسة ميدانية أثبتت نتائجها وجود قصور في بعض المفاهيم البيئية ونتيجة لذلك تم تكوين لجنة الوعي البيئي بمشاركة الشركات الصناعية في المدينة للعمل على رفع مستوى الوعي البيئي وزيادة البرامج التثقيفية لكافة شرائح المجتمع.
قامت إدارة حماية البيئة بإنشاء معرض بيئي دائم بمقر الإدارة لتوضيح جهود الهيئة الملكية في المحافظة على البيئة والاستفادة منه في رفع مستوى الوعي البيئي من خلال الزيارات المنظمة لطلاب المدارس وموظفي الشركات الصناعية.

## معرض الصور

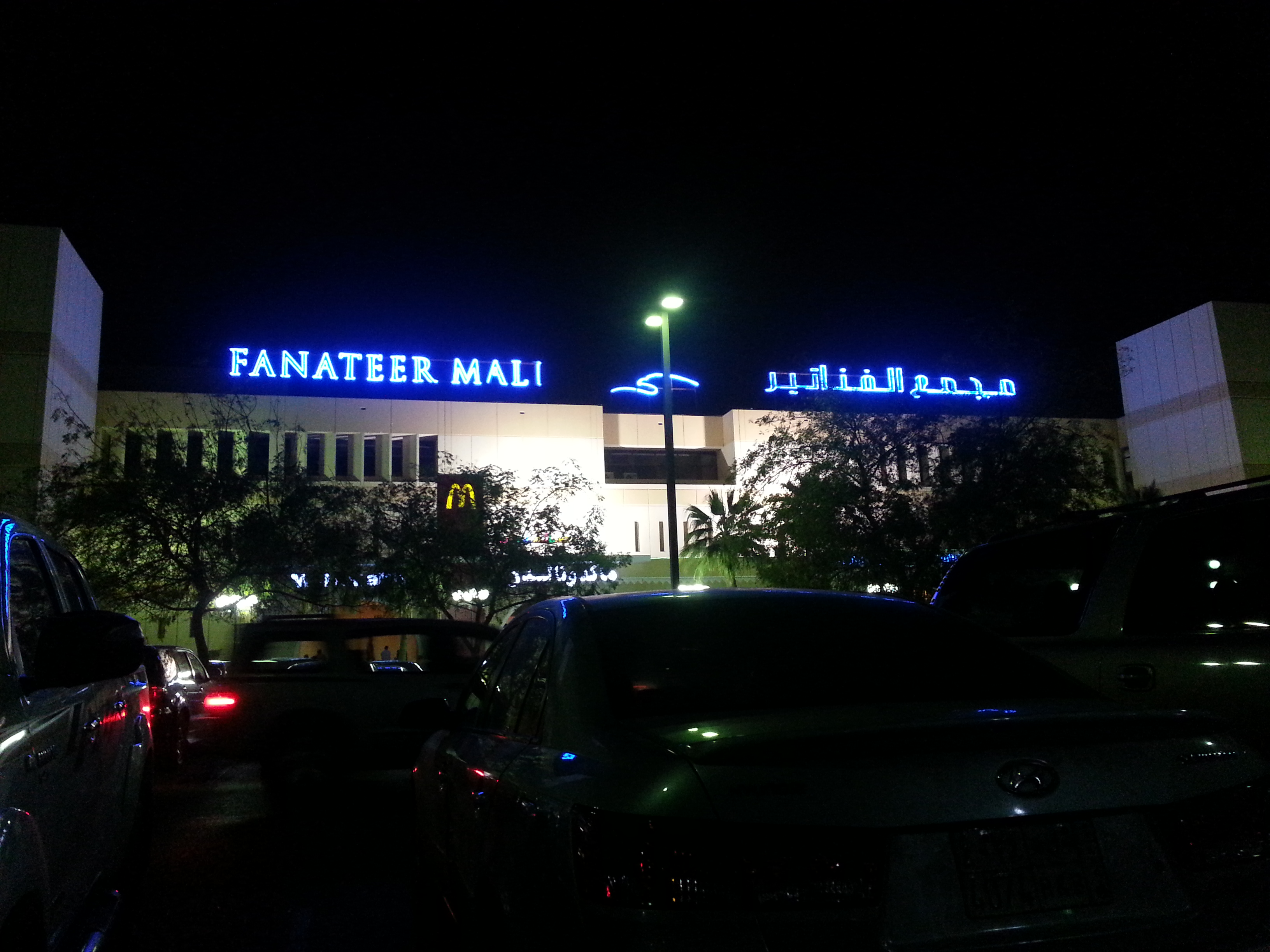
أحد المجمعات التجارية في المدينة
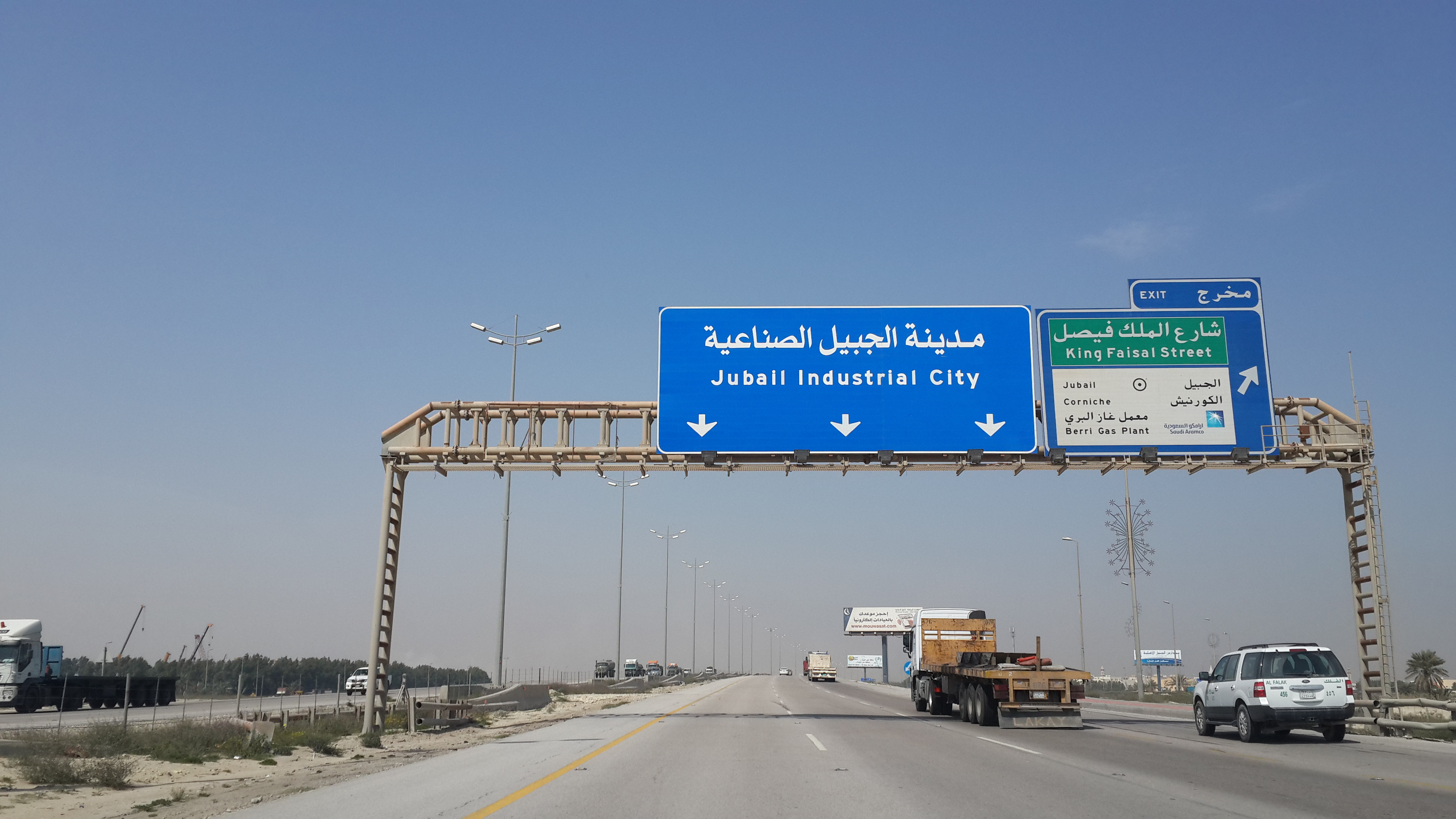
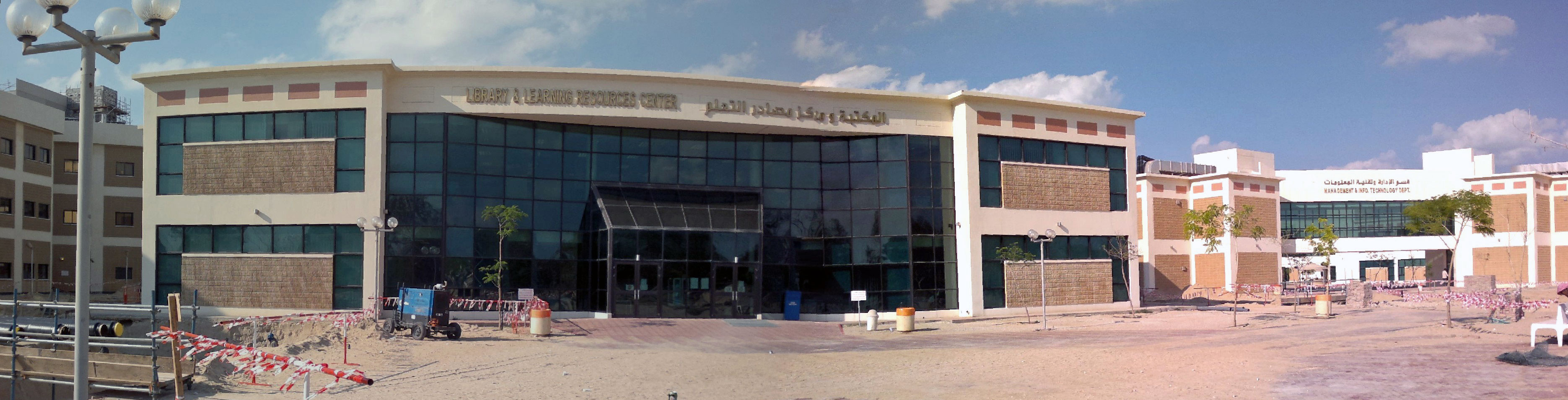
مكتبة كلية الجبيل الصناعية
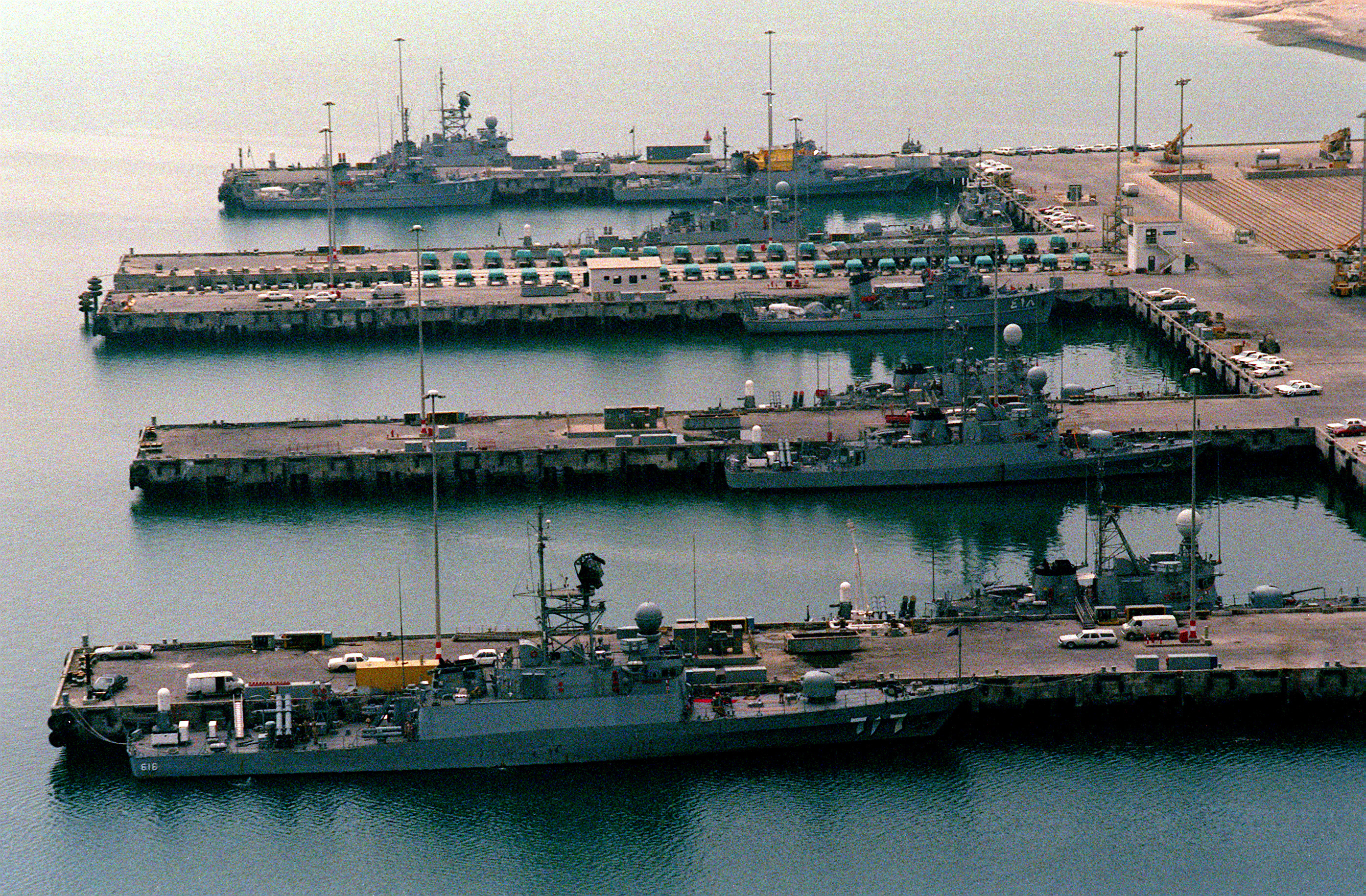
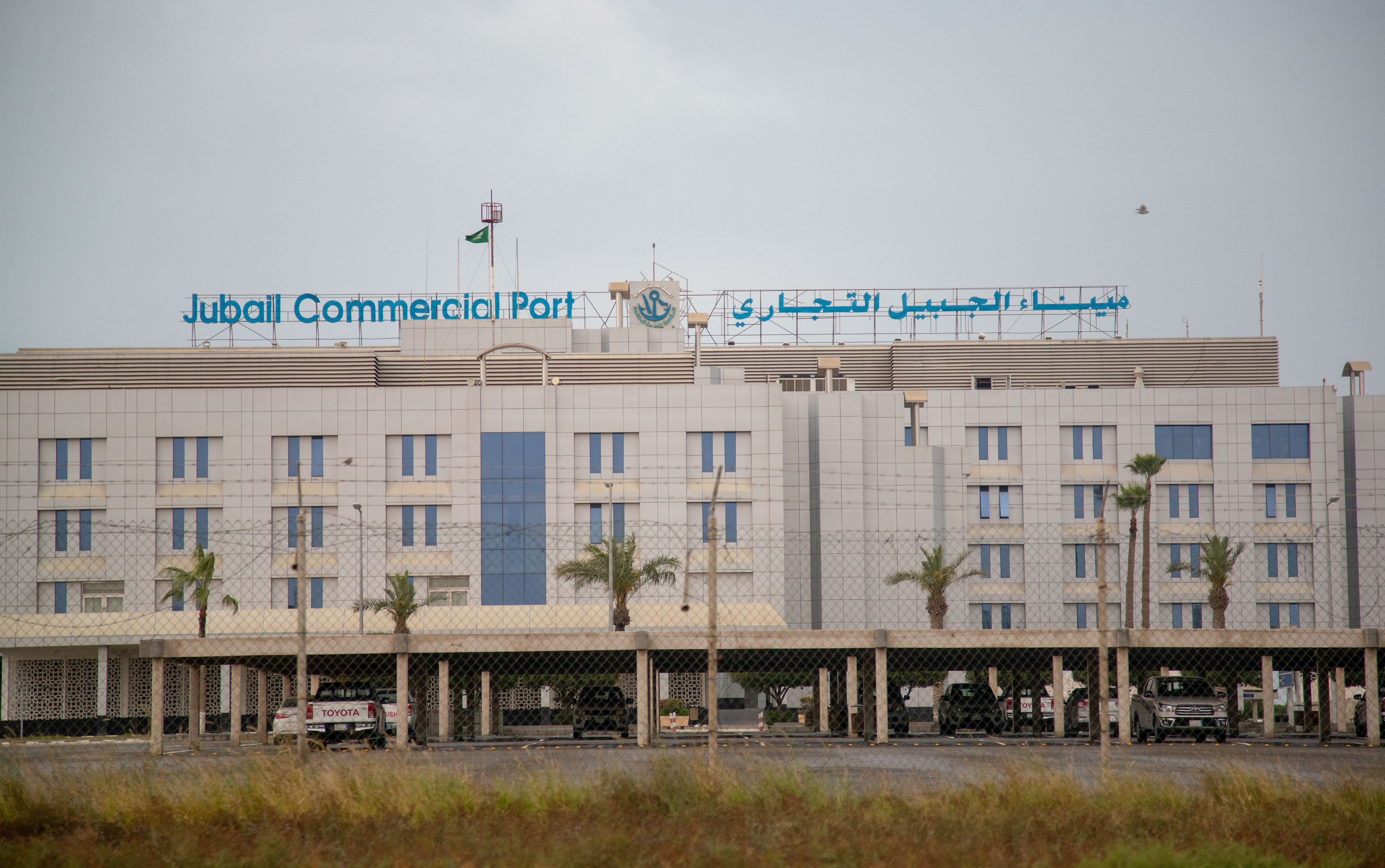
ميناء الجبيل
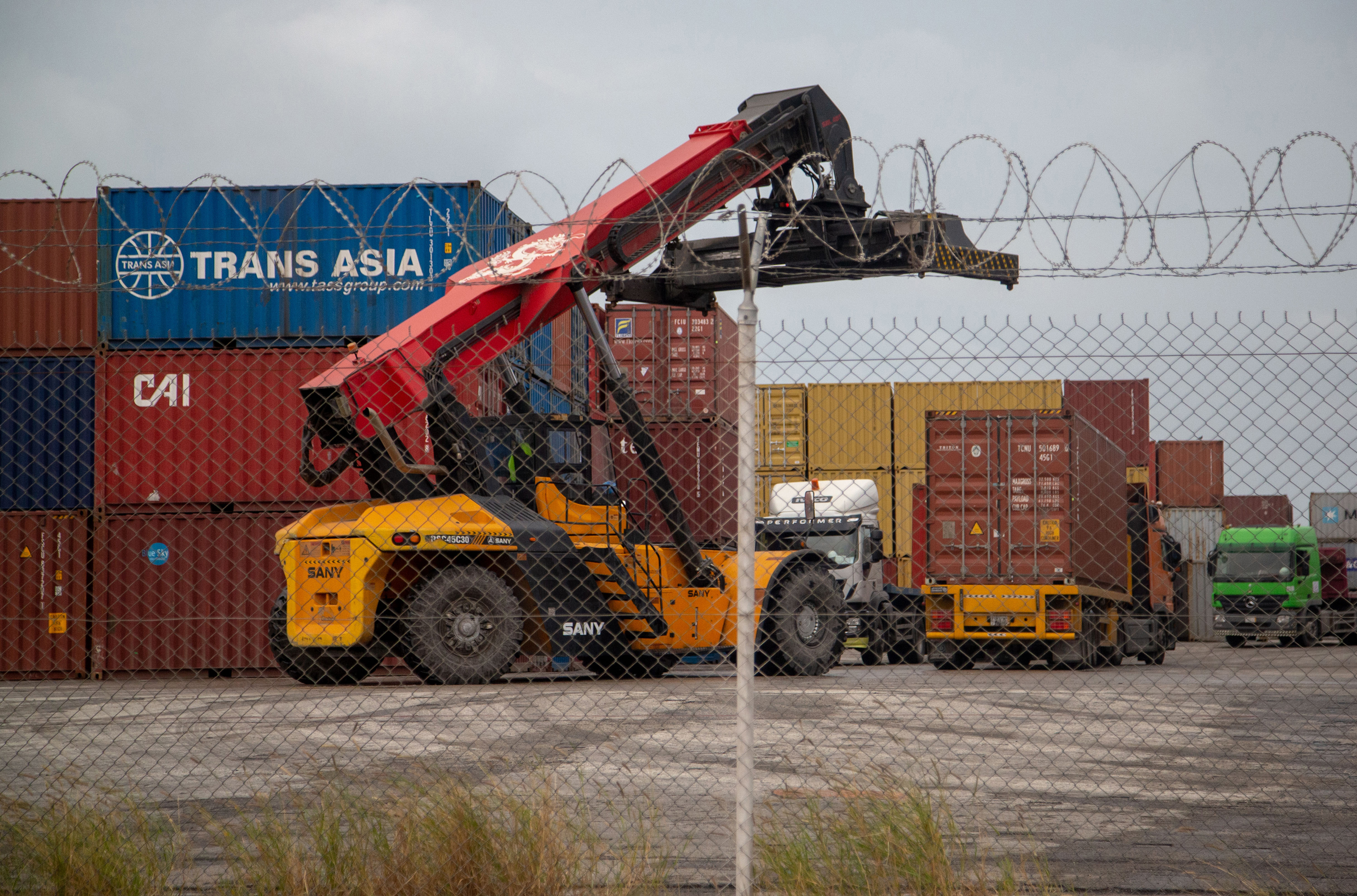
ميناء الجبيل
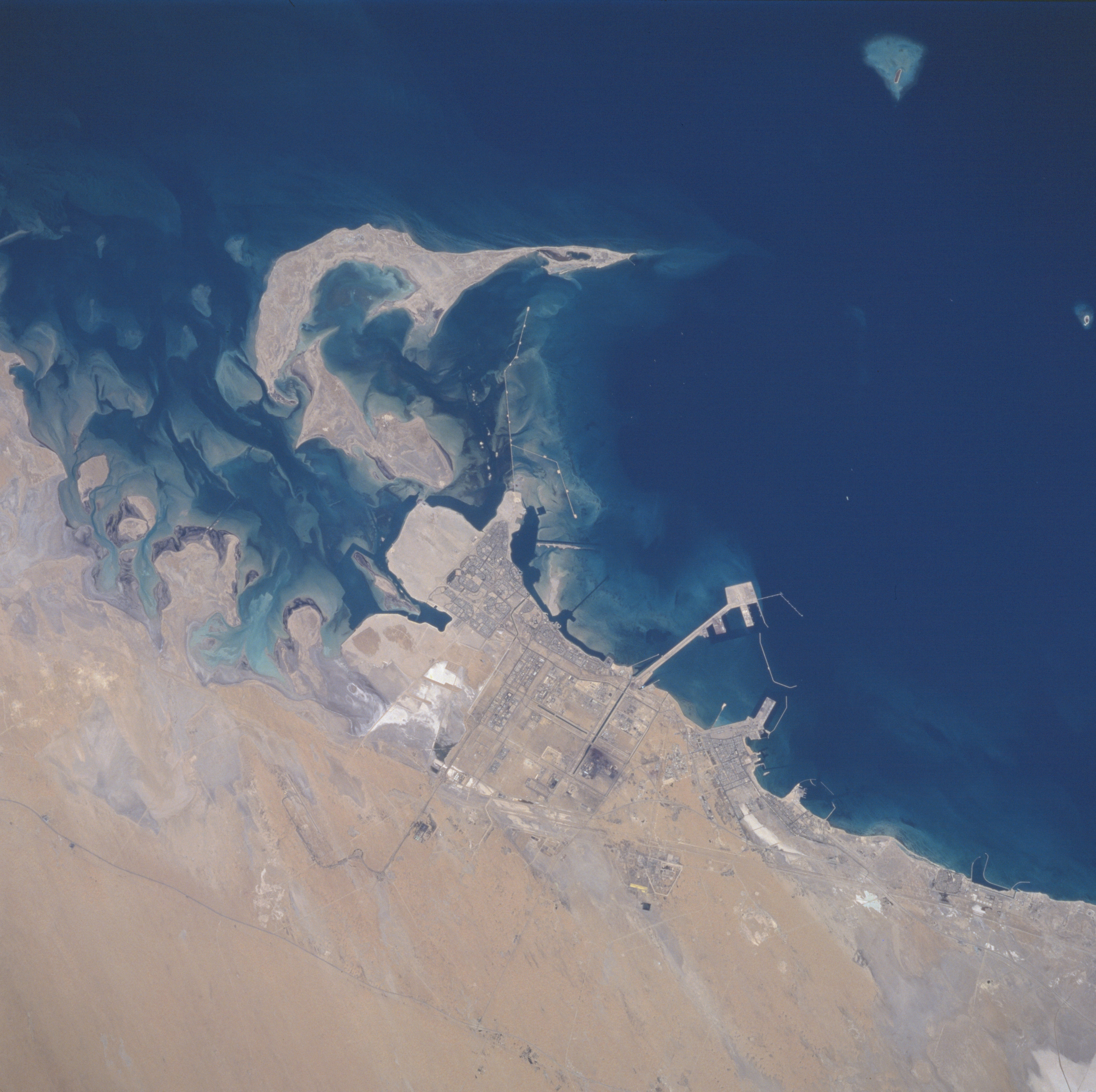
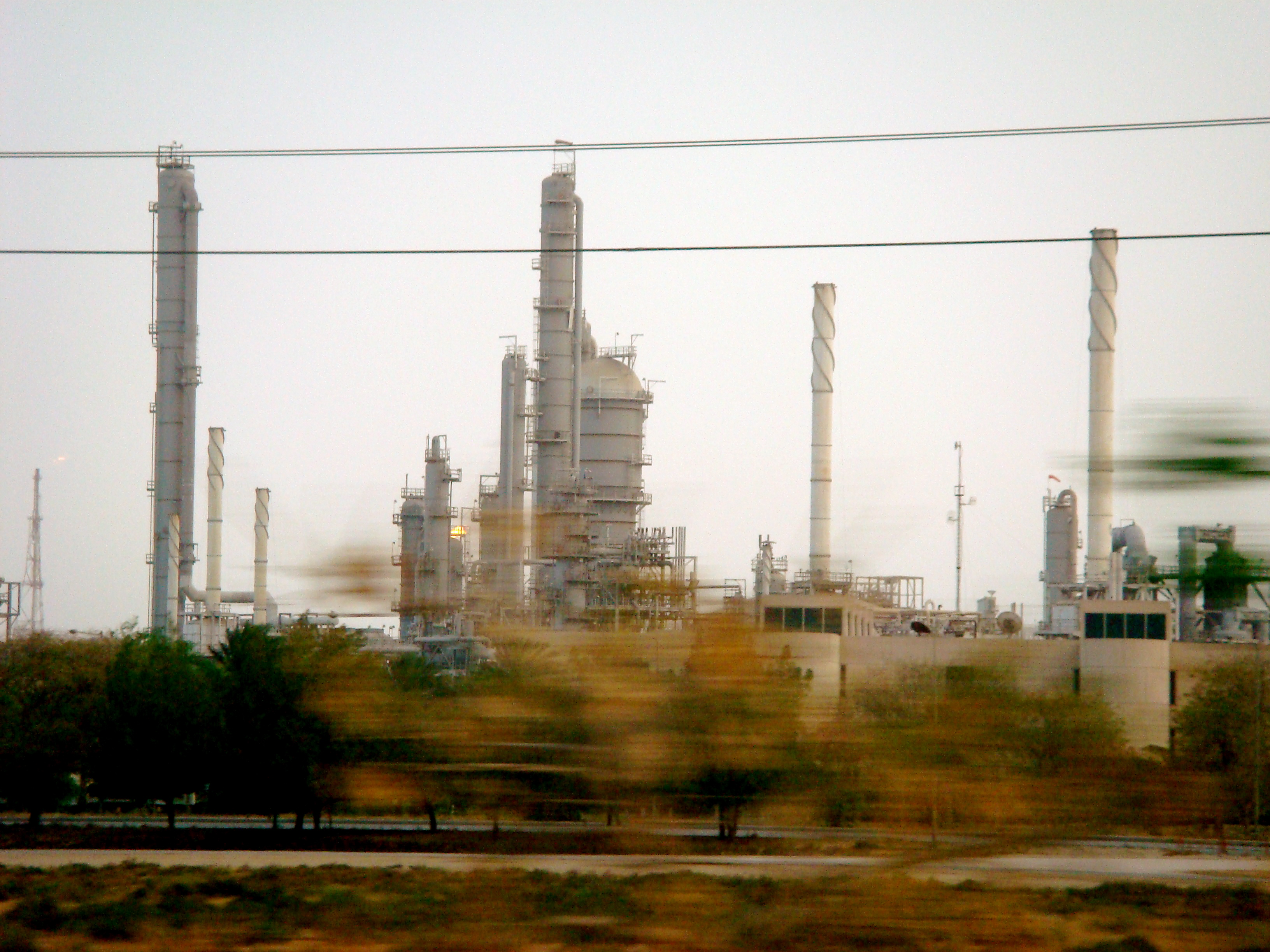
مصانع البتروكيمياويات
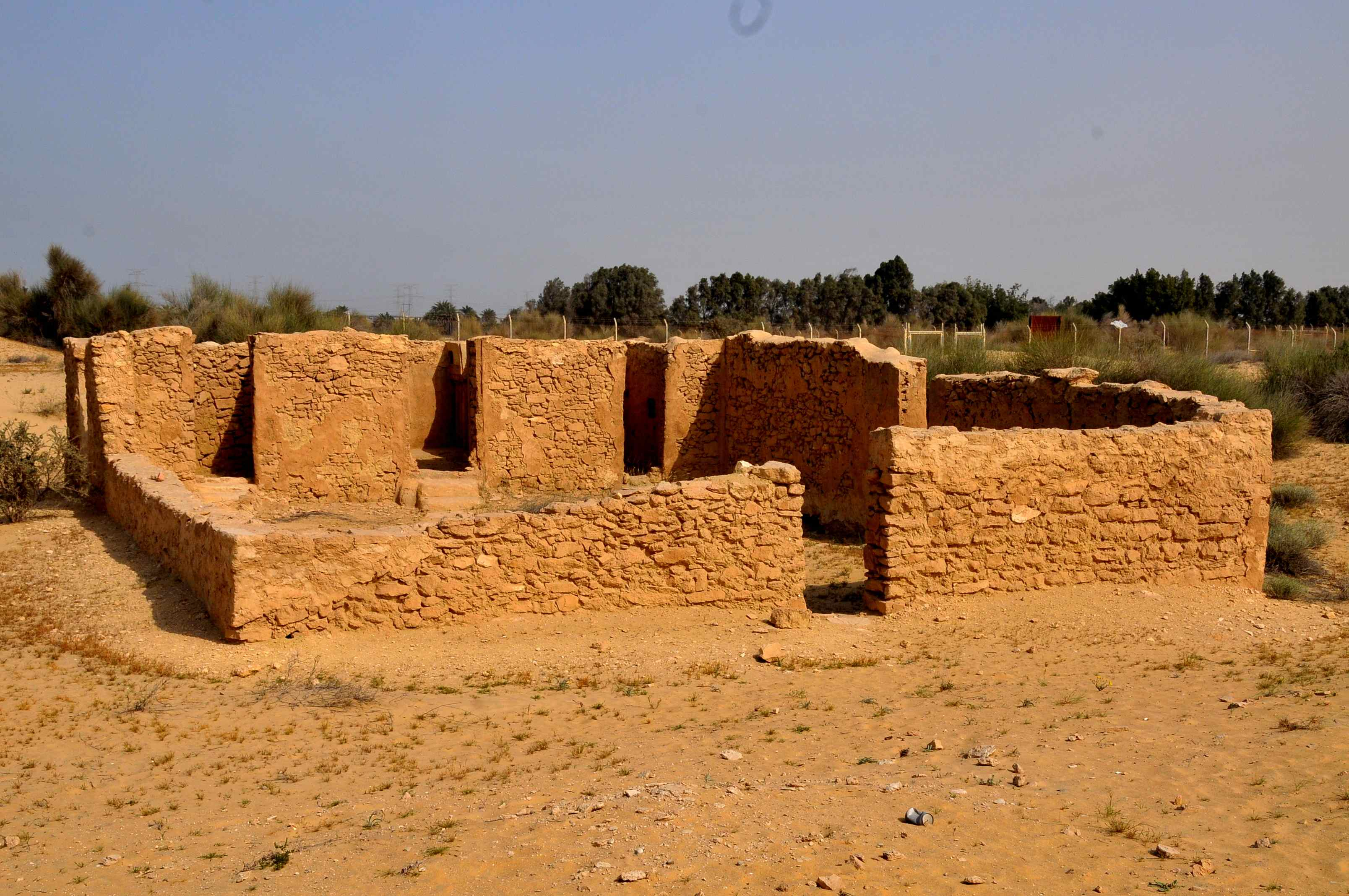
كنيسة الجبيل الآثرية
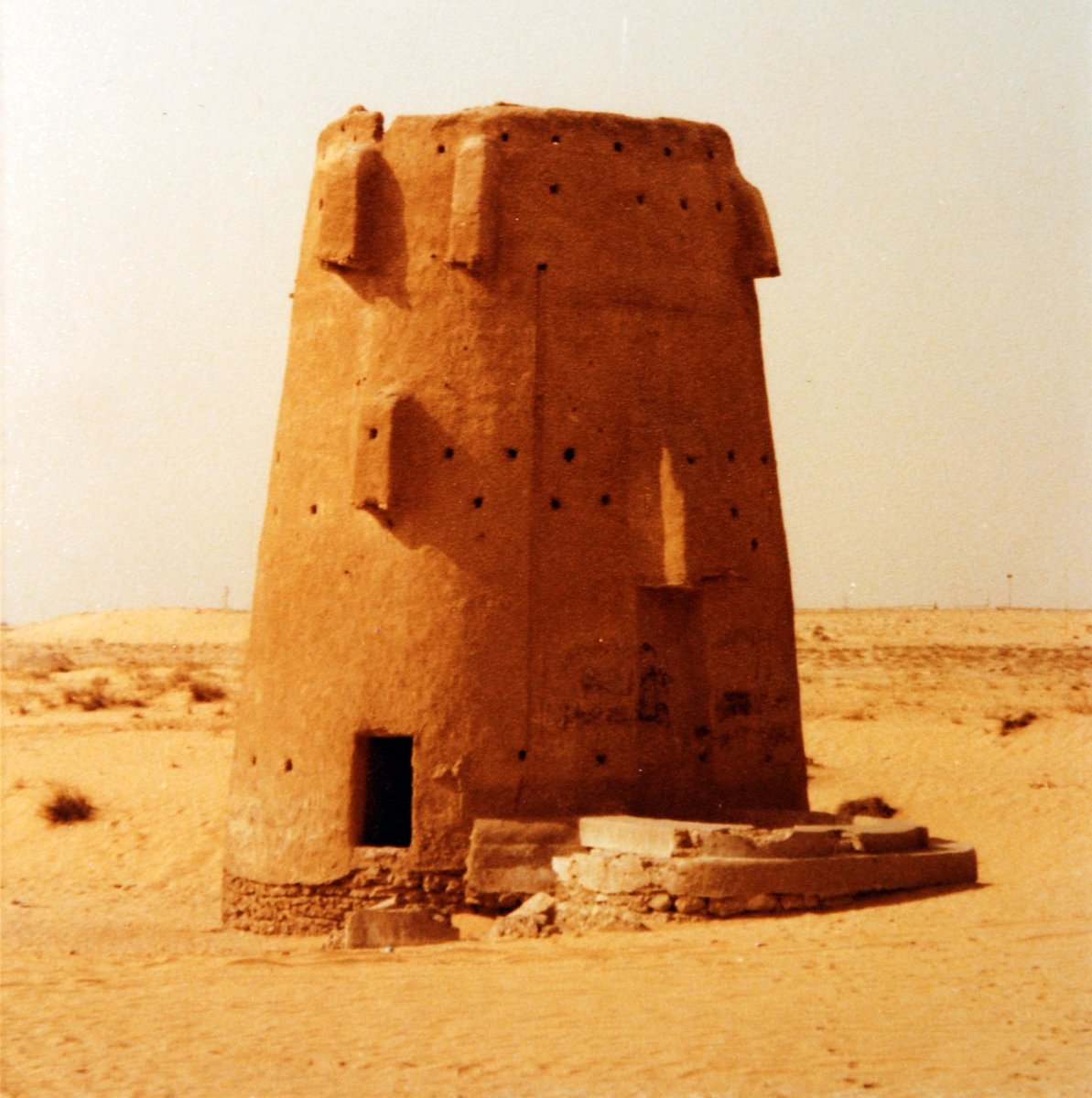
برج الطوية
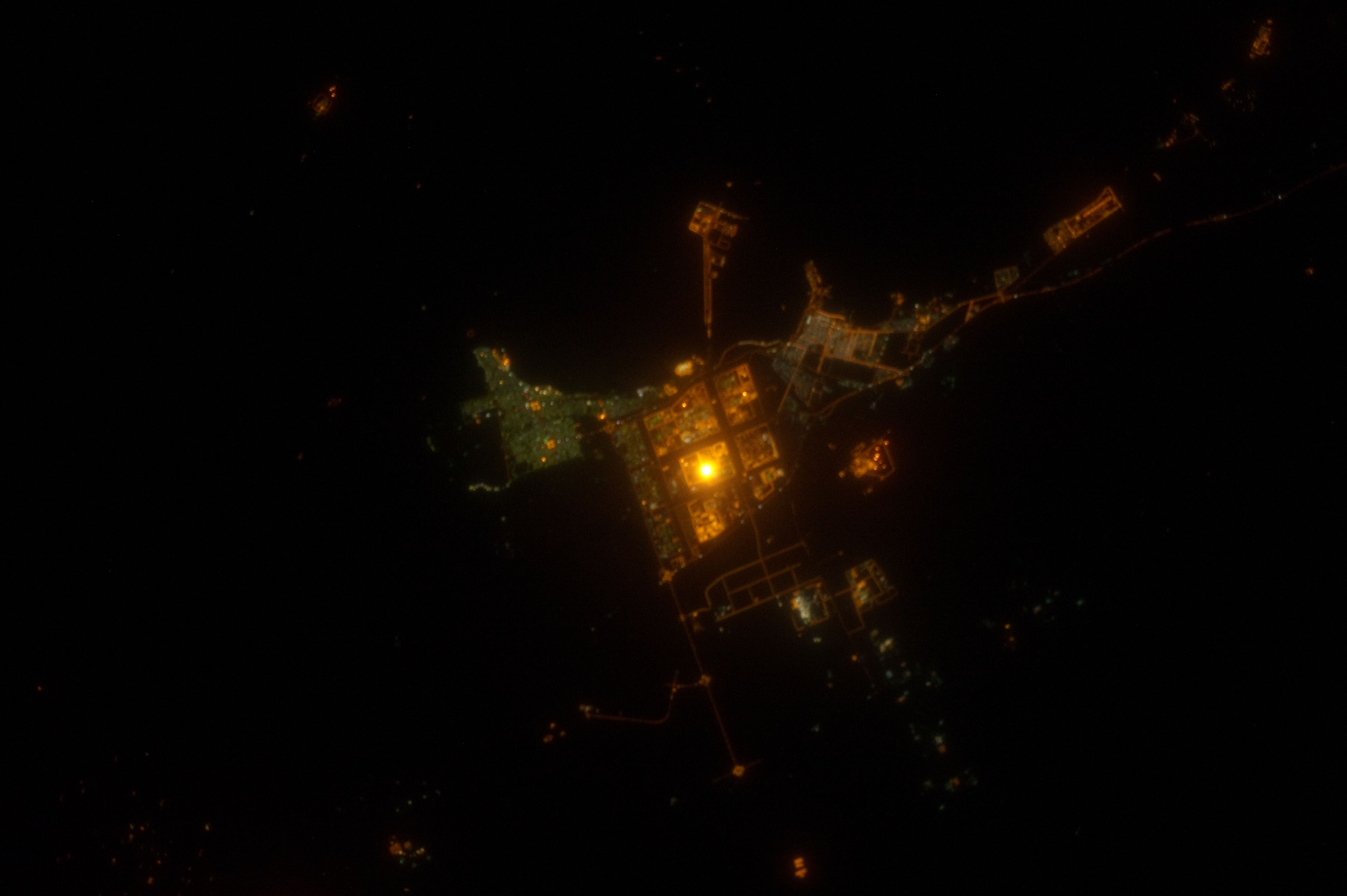

## وصلات خارجية
- موقع الهيئة الملكية للجبيل وينبع
- استفسارات ودليل مدينة الجبيل